# 畸变剑叶盾蕨
畸变剑叶盾蕨（学名：Neolepisorus ensatus f. monstriferus）为水龙骨科盾蕨属剑叶盾蕨下的一个变型。